# Catocala curvifascia
Catocala curvifascia är en fjärilsart som beskrevs av Lincoln Pierson Brower 1936. Catocala curvifascia ingår i släktet Catocala och familjen nattflyn. Inga underarter finns listade i Catalogue of Life.